# Kajiado County
Kajiado County is een county en voormalig Keniaans district. Het district telde 406.054 inwoners (1999) en had een bevolkingsdichtheid van 19 inw/km². Ongeveer 17,7% van de bevolking leeft onder de armoedegrens en ongeveer 44% van de huishoudens heeft beschikking over elektriciteit.